# Maria Reuber
Maria Reuber, geborene Porstau (* 17. August 1901 in Berlin; † 11. März 1969 ebenda), war eine deutsche Politikerin (SPD).
Maria Porstau besuchte ein Lyzeum und studierte anschließend Musik. Sie wurde Lehrerin.
Nach dem Zweiten Weltkrieg trat Maria Reuber 1945 der SPD bei. Bei der Berliner Wahl 1948 wurde sie in die Bezirksverordnetenversammlung im Bezirk Zehlendorf gewählt, sie war dort zeitweise die Vorsitzende der SPD-Fraktion. Von 1952 bis 1955 war sie auch Vorsitzende der SPD Zehlendorf. Bei der Wahl 1954 wurde Reuber in das Abgeordnetenhaus von Berlin gewählt, dem sie bis 1958 angehörte. Nach dem Tod des Regierenden Bürgermeisters Otto Suhr im August 1957 sprach sie sich für Willy Brandt aus, obwohl der Vorsitzende der SPD Berlin Franz Neumann andere Vorstellungen hatte.